# 시아마조레
시아마조레(Siamaggiore, 사르데냐어: Siamaiore 또는 시아마조리)는 이탈리아 사르데냐주 오리스타노도의 코무네이다. 칼리아리에서 북서쪽으로 약 90 킬로미터 (56 mi) 떨어져 있으며, 오리스타노에서 북동쪽으로 약 7 킬로미터 (4 mi) 떨어져 있다.
시아마조레는 다음 코무네와 접한다: 오리스타노, 솔라루사, 트라마차, 체디아니.